# Майя (имя)
Ма́йя (англ. Maya) — женское имя, имеет несколько версий происхождения.
Греческое происхождение — имя Майя (др.-греч. Μαϊα — матушка, кормилица, богиня плодородия) произошло от имени греческой богини Майи, одной из плеяд.

По латинской версии происхождения имя Майя произошло от названия месяца Majus и переводится как «рождённая в мае».

Еврейская версия возводит начало имени к слову «маим» (ивр. מים), которое на иврите означает «вода». На арамите, языке Талмуда, в древности разговорном среди евреев «майя» (арам. מיא) также означает «вода».

Также имя Майя — это сокращённая форма некоторых женских имён: Марианна, Мария. Это обращение больше принято в северных странах Европы, а также в Польше, Чехии и Германии.
Мая являлось уменьшительной формой женских имён Анимаиса, Маина, Майя, Манефа, Фомаида.